# KAJ (gruppe)
KAJ er en musik- og humorgruppe fra Vörå i Österbotten, Finland. Gruppen er en del af den finsk-svenske kultursfære og optræder hovedsageligt på svensk med tekster på Vörå-dialekten. Gruppen består af Kevin Holmström, Axel Åhman og Jakob Norrgård, hvis første bogstaver i deres fornavne danner bandets navn.
Gruppen vandt Melodifestivalen 2025 med sangen «Bara bada bastu» og skal repræsentere Sverige i Eurovision Song Contest 2025 med samme sang.